# Papaipema horni
Papaipema horni là một loài bướm đêm trong họ Noctuidae.